# Gare de Montières
Gare de Montières vasútállomás Franciaországban, Amiens településen.

## Vasútvonalak
Az állomást az alábbi vasútvonalak érintik:
- Saint-Roch-Frévent-vasútvonal

## Kapcsolódó állomások
A vasútállomáshoz az alábbi állomások vannak a legközelebb: